# Таджибаев, Абдиваит
Абдиваит Таджибаев — советский хозяйственный и политический деятель.

## Биография
Родился в 1930 году в поселке Кыргыз-Ата. Член КПСС.
Окончил Ошское педагогическое училище, Ташкентский финансово-экономический институт, ВПШ при ЦК КПСС.
В 1959—1967 гг. — инструктор, заведующий отделом финансовых и плановых органов Ноокатского райкома КП Киргизии, заместитель председателя Араванского райисполкома, председатель Ноокатского райисполкома.
В 1969—1974 гг. — первый секретарь Ала-Букинского райкома КП Киргизии.
В 1974—1975 гг. — заместитель заведующего организационно-партийным отделом ЦК КП Киргизии.
В 1975—1986 гг. — первый секретарь Узгенского и Кара-Суйского райкомов КП Киргизии, председатель Ошского облисполкома.
В 1986—1989 гг. — начальник Ошского областного управления страхования.
Избирался депутатом Верховного Совета Киргизской ССР 8-11-го созывов. Делегат XXVI съезда КПСС.
Жил в Оше.

## Награды
- Орден Трудового Красного Знамени
- Орден Знак Почёта